# Eupithecia carpophilata
Eupithecia carpophilata là một loài bướm đêm trong họ Geometridae.